# Marijo Tot
Marijo Tot (Županja, 2. lipnja 1972.) hrvatski je nogometni trener i bivši nogometaš. trenutačno je bez kluba.

## Igračka karijera
U igračkoj karijeri nastupao je za zaprešićki Inter i slovensko Celje.

## Trenerska karijera
Kao profesionalni igrač, ne ostvarivši lukrativnu nogometnu karijeru, povukao se s 26 godina i upisao trenersku akademiju Hrvatskog nogometnog saveza.  
Od 2000. do 2003. bio je pomoćni trener u NK Brotnjo, a time i dio tri najuspješnije sezone u povijesti ovog kluba, igrajući svake godine europske kvalifikacijske utakmice.
Vodio je i Hrvatsku žensku nogometnu A reprezentaciju od 2006. do 2008.
U sezoni 2008. – 2009. postao je trener HNK-a Rijeka tandemu s Robertom Rubčićem. HNK Rijeka je tu sezonu završio kao treća momčad, igrajući kvalifikacije za Europsku ligu u Luksemburgu i Ukrajini.
Bio je pomoćnik menadžera Vahida Halilhodžića u zagrebačkom Dinamu tijekom sezone 2010./11. Kad je Halilhodžić otpušten početkom svibnja 2011.,Tot preuzima i vodi Dinamo u preostalim utakmicama. S Dinamom je, u sezoni 2010/11 osvojio Prvenstvo Hrvatske kao i Kup Hrvatske, porazivši u dvije utakmice NK Varaždin ukupnim rezultatom 8-2.
Tada je prihvatio posao glavnog trenera NK Lokomotive Zagreb.
Kasnije se ovaj dugogodišnji instruktor i predavač s certifikatom UEFA-e  preselio u Maleziju kako bi u kolovozu 2012. preuzeo vođenje Kedah FA, jednog od najvećih timova u povijesti Malezije, zamijenivši Wan Jamaka bin Wan Hassana. Trenirao je momčad do kraja srpnja 2013. godine, odlučivši ne obnoviti ugovor s Kedahom.
Tot je nakon toga proveo dvije sezone u Kini, vodeći prvo Harbin Yiteng 2014. godine, a zatim i Changchun Yatai, što ga čini jedinim hrvatskim menadžerom koji je ikad vodio dvije momčadi kineske Superlige.
Krajem 2016. Tot je preuzeo hrvatski prvoligaški klub Istra 1961 i nizom dobrih nastupa osigurao jedno od najmirnijih završetaka sezone koje je istarski klub imao posljednjih godina u hrvatskoj Prvoj ligi.
Odmah nakon završetka uspješne uloge trenera Istre 1961, u lipnju 2017. godine Marijo Tot prihvatio je ponudu da postane trener kineskog kluba Zhejiang Yiteng F.C. S klubom se rastao 31. prosinca nakon što im je osigurao ostanak u ligi.
U listopadu 2018. pridružio se saudijskom nogometnom divu Al-Ittihadu kao pomoćnik glavnog trenera Slavena Bilića, najpoznatijeg hrvatskog nogometnog menadžera,
U ožujku 2021. Tot se, na poziv sunarodnjaka Dragana Skočića, pridružio reprezentaciji Irana. Iz gotovo bezizlazne situacije u kvalifikacijama za Svjetsko prvenstvo u nogometu – Katar 2022. ovaj je dvojac dosad nezabilježenim nizom pobjeda usmjerio pažnju na sebe i odveo Iran na najveću svjetsku smotru. Ipak, uoči prvenstva napustili su reprezentaciju.
U siječnju 2024 godine, Tot pristaje na treću uzastopnu ulogu asistenta te svom trećem sunarodnjaku, Željku Kopiću, pomaže u spašavanju rumunjskog velikana Dinama Bukurešt. Uspješno privedenom sezonom kraju te spašavanjem kluba od ispadanja, Tot napušta Rumunjsku u ljeto iste godine.